# Supercoupe d'Allemagne de football 2014
Navigation
2013 2015
La Supercoupe d'Allemagne 2014 (allemand : DFL-Supercup 2014) est la quinzème édition de la Supercoupe d'Allemagne, épreuve qui oppose normalement le champion d'Allemagne au vainqueur de la Coupe d'Allemagne. Le Bayern Munich ayant réalisé le doublé Coupe-championnat, le trophée met aux prises le Bayern au Borussia Dortmund, vice-champion d'Allemagne.
Disputée le 13 août 2014 au Signal Iduna Park de Dortmund devant 80 667 spectateurs, la rencontre est remportée par le Borussia Dortmund sur le score de 2 buts à 0.

## Feuille de match
| 13 août 2014              | Borussia Dortmund                                      | 2-0   | Bayern Munich | Signal Iduna Park, Dortmund                      |                                                  |
| Historique des rencontres | Henrikh Mkhitaryan 23e · Pierre-Emerick Aubameyang 62e | (1-0) |               | Spectateurs : 80 667 Arbitrage : Peter Gagelmann | Spectateurs : 80 667 Arbitrage : Peter Gagelmann |
| Historique des rencontres | Rapport                                                |       |               | Spectateurs : 80 667 Arbitrage : Peter Gagelmann | Spectateurs : 80 667 Arbitrage : Peter Gagelmann |

- Le Borussia Dortmund prend sa revanche sur la finale de la Coupe d'Allemagne de football 2014 perdue 2 à 0 contre le Bayern Munich et remporte sa deuxième Supercoupe d'affilé sa cinquième au total[1].